# سمساری (فیلم ۱۹۱۶)
سمساری (به انگلیسی: The Pawnshop) فیلمی کوتاه و صامت، به کارگردانی چارلی چاپلین با بازی چارلی چاپلین، ادنا پرواینس و هنری برگمن محصول سال ۱۹۱۶ است.

## داستان فیلم
چارلی کارگر یک سمساری است؛ که به علت حواس‌پرتی مورد سرزنش مالک سمساری (هنری برگمن) قرار می‌گیرد. سارقی (اریک کمبل) در این بین خود را مشتری جا می‌زند تا بتواند در فرصت مناسب به مغازه دستبرد بزند؛ ولی چارلی با شجاعت دستگیری او و دار و دسته اش را فراهم می‌کند.